# Kościół katolicki w Wielkiej Brytanii
Kościół katolicki w Wielkiej Brytanii – katolicka wspólnota wiernych w Wielkiej Brytanii, pozostająca pod zwierzchnictwem papieża.
Historia i struktury Kościoła katolickiego na terenie obecnego Zjednoczonego Królestwa są zróżnicowane i nie pokrywają się z podziałem administracyjnym i współczesnymi granicami państwowymi.
Na terenie Wielkiej Brytanii Kościół posiada osobne i niezależne od siebie struktury:
- Kościół katolicki w Anglii i Walii
- Kościół katolicki w Szkocji
- Kościół katolicki w Irlandii (łącznie z Irlandią)

## Statystyki
W 2011 w Wielkiej Brytanii mieszkało około 5,73 mln katolików, stanowiących ok. 8% populacji: 4,15 mln zamieszkiwało na terenie Anglii i Walii (7,4%), 0,84 mln w Szkocji (15,9%), a 0,74 mln w Irlandii Północnej (40,8%).